# Amy Schumer
Amy Beth Schumer (ur. 1 czerwca 1981 w Nowym Jorku) – amerykańska aktorka komediowa specjalizująca się w stand-upie, scenarzystka i producentka.
Jest pomysłodawczynią, współproducentką, współscenarzystką oraz główną gwiazdą komediowego serialu skeczowego Inside Amy Schumer, emitowanego na Comedy Central od 2013 roku. Seria zdobyła nagrodę Peabody, a Schumer była nominowana do pięciu Primetime Emmy za pracę na planie serialu, zdobywając wyróżnienie dla Wybitnego Dowolnego Serialu Skeczowego w 2015 roku. Zagrała główną rolę i napisała scenariusz do komedii romantycznej Wykolejona (ang. Trainwreck, 2015), za którą zdobyła nominację za Najlepszy Scenariusz Oryginalny do nagrody Amerykańskiej Gildii Scenarzystów (WGA) oraz nominację do Złotego Globu w kategorii Najlepsza Aktorka w Filmie Komediowym lub Musicalu.

## Nagrody
- Nagroda Emmy Wybitny Dowolny Serial Skeczowy: 2015 Inside Amy Schumer